# Rechtvaardigewereldtheorie
Rechtvaardigewereldtheorie (Engels: just-world hypothesis) is een cognitieve bias, het uitgangspunt dat de wereld rechtvaardig is en dat mensen krijgen wat ze verdienen. De theorie is voor het eerst geformuleerd in de jaren 1960 door Melvin Lerner, een Amerikaanse sociaal psycholoog. Volgens critici houden we met deze denkfout "de illusie in stand dat we zelf controle hebben over de gevolgen van ons gedrag".
Als er iets onrechtvaardigs gebeurt treedt cognitieve dissonantie op en herzien mensen onbewust hun ideeën om ze zo weer in overeenstemming te brengen (consonant te maken) met hun theorie over een rechtvaardige wereld.
Deze denkfout speelt een rol bij slachtofferbeschuldiging (victim blaming). Volgens Iva Bicanic willen mensen met deze theorie hun eigen beeld van een veilige wereld overeind houden. Uit onderzoek blijkt dat deze denkfout er ook voor zorgt dat veel slachtoffers zichzelf beschuldigen, waardoor ze de illusie in stand kunnen houden dat ze wat hun is overkomen in de toekomst kunnen voorkomen.